# Bleistraße 13 a (Stralsund)

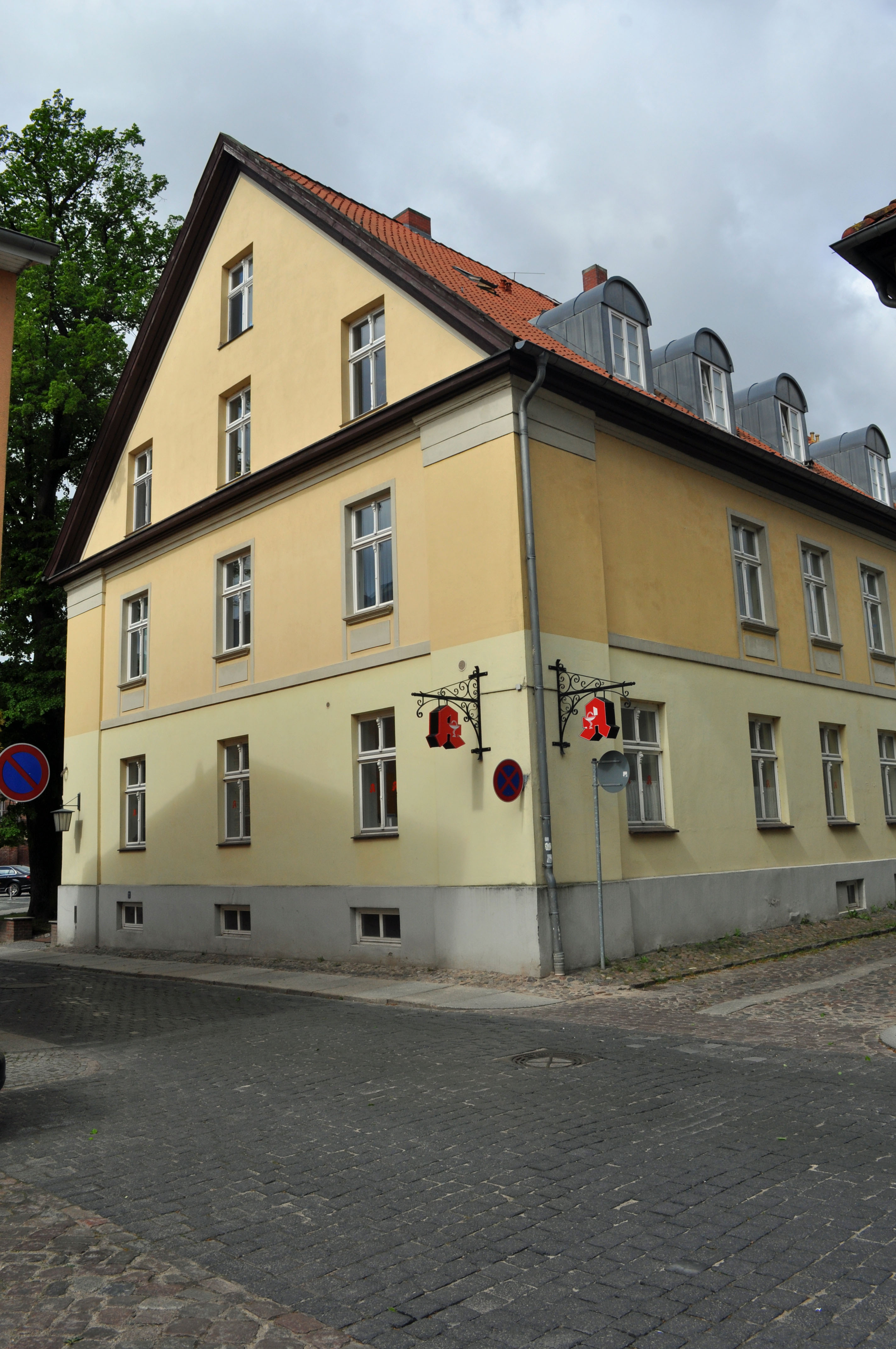
Das Haus Bleistraße 13 a in Stralsund (2012)

Das Haus mit der postalischen Adresse Bleistraße 13 a ist ein denkmalgeschütztes Gebäude in der Hansestadt Stralsund in der Bleistraße, an der Ecke zur Kiebenhieberstraße.
Der zweigeschossige Putzbau wurde in der zweiten Hälfte des 19. Jahrhunderts errichtet; der Giebel zeigt zur Bleistraße. Die Fassade ist schlicht gestaltet. An den Ecken sind Pfeiler ausgeprägt.
Das Haus liegt im Kerngebiet des von der UNESCO als Weltkulturerbe anerkannten Stadtgebietes des Kulturgutes „Historische Altstädte Stralsund und Wismar“. In die Liste der Baudenkmale in Stralsund ist es mit der Nummer 109 eingetragen.